# Don Quijote (Picasso)
Don Quijote y Sancho es un boceto del héroe literario español Don Quijote y su compañero de fatigas Sancho Panza realizado por Pablo Picasso. Se presentó en la edición del 18-24 de agosto de ese mismo mes del semanario Les Lettres françaises, en conmemoración del 350 aniversario de la aparición del Don Quijote de Cervantes. Hecho el 10 de agosto de 1955, el dibujo de Don Quijote tenía un estilo muy diferente a sus anteriores periodos Azul, Rosa y cubista.

## Detalles
El dibujo muestra a Don Quijote de la Mancha con su caballo Rocinante, a su fiel escudero Sancho Panza con su "Rucio", el sol y numerosos molinos de viento. Las líneas negras, casi garabatos, que componen las figuras se hallan desnudas frente a un liso y blanco fondo. Las figuras, casi lacónicas y deformadas, son dramáticas. Sancho Panza alza la mirada hacia un alto, alargado y flaco Don Quijote, que, a su vez, mira hacia adelante. Don Quijote y Rocinante permanecen con nobleza, pero con un aire cansado. La figura, de trazos gruesos, parece haber cambiado numerosas veces mientras Picasso pintaba torso, brazos y hombro de Don Quijote. "La cabeza del caballero, que lleva lo que podría ser el Yelmo de Mambrino, se conecta a los hombros por una única y fina linea a manera de cuello, y lleva una nariz puntiaguda y una larga e igualmente delgada barba. Lleva una lanza en la mano derecha y las riendas y un escudo circular, aparentemente, en la izquierda. Rocinante es el saco de huesos descrito por Cervantes. Panza aparece a la izquierda, como una masa negra que define vagamente su cuerpo rechoncho, y sentado en Rucio el cual tiene un largo y nervudo cuello y unas delgadas y largas orejas. Parece que el pintor descuidó esta parte de la ilustración, esbozado a Sancho de esa manera, tal vez porque Don Quijote es el centro de atención. Aunque las dos figuras parecen estar quietas, el dibujo está lleno de movimiento; las líneas llenas de vitalidad y el efecto general es pegadizo y de un humor radiante."

## Pintura al óleo el 3 de marzo de 1947
No hay afirmaciones de que el dibujo fue hecho a partir de bocetos de una pintura anterior de Picasso creada en 1947. Esta es un óleo sobre lienzo, y mediante análisis de pigmentos, dataciones de carbono y evaluaciones de diapositivas Kodak,  se ha confirmado que  es anterior al dibujo a tinta de 1955.

## El original
En julio de 2010, el crítico de arte georgiano Dali Lebanidze, científico del Centro Nacional de Investigación de la Historia del Arte y Preservación del Patrimonio  de G. Chubinashvili, afirmó haber encontrado el original del dibujo presentado en el semanario francés en la casa de una familia de Tiflis. La familia afirmaba que sus parientes le habían enviado el dibujo del extranjero, y creyeron que era una impresión de la imagen icónica.
Aunque hoy en día el dibujo se representa generalmente en un blanco y negro, la imagen que apareció en el semanario estaba en un tono gris. El Don Quijote hallado en la casa de la familia georgiana estaba en un tono azul-verdoso, cosa que podría haber creado el tono gris de la impresión del semanario. Ante el color inusual y la aparente vejez del marco, Lebanidze decidió examinarlo más de cerca.
Pronto llegó a la conclusión de que la supuesta impresión era en realidad el original dibujado por Picasso. Según el crítico: "La colocación de tinta sobre el papel, la increíble vitalidad del estilo del artista, la completa libertad de líneas que refleja la emoción interior del artista - todo ello indicaba que era el original. Es imposible lograr tal libertad,o repetir o copiar ese carácter espontáneo del cuadro ".
Sin embargo, aparte de la poderosa posibilidad de que el original haya sido encontrado por fin, casi dos años después del "descubrimiento" arriba mencionado, no se ha publicado ningún dictamen científico, forense o crítico independiente, ni una imagen en alta resolución por parte de Lebanidze o de cualquiermiembro del Centro Nacional de Investigación de la historia del arte y preservación del patrimonio. Además, una búsqueda en el sitio web (gch-centre.ge) no devuelve ni una sola referencia al icónico Picasso ink-wash, dando crédito a la suposición de que este "descubrimiento" es apócrifo y no más válido que la afirmación no probada de que el original El dibujo de Quijote ha sido encerrado en un sótano de la iglesia de San Denis en Francia desde su creación en 1955.

## Color blanco y negro
Si el Don Quijote encontrado en Tiflis es de hecho el original, se plantean varias preguntas interesantes sobre el color y el sombreado intencionados. En blanco y negro, la imagen es rígida, simple y uniformemente audaz. El tono de tinta más claro y azulado agrega complejidad a la imagen y le da diferentes sombreados y diferencias en líneas gruesas y  claras. En esta versión, Don Quijote, Rocinante, el molino de viento que está entre Don Quijote y Sancho Panza, y las líneas de tierra son más oscuras y audaces, destacando esas características. Todo lo demás, incluyendo Sancho Panza, los otros molinos de viento y el sol, es más claro y parece desvanecerse en el fondo.

## Simbolismo
Esta complejidad no se ve en la impresión gris del semanario, ni en las versiones en blanco y negro populares en la actualidad. Pero si este sombreado es deliberado, entonces se pueden inferir nuevas interpretaciones de Don Quijote. Según Lebanidze, los elementos oscuros del dibujo representan lo que ha sido transformado por la mente de Don Quijote desde lo cotidiano hasta lo mítico: él y su caballo en un caballero heroico, un molino en un gigante y el suelo en el mundo de su imaginación . Los otros temas han quedado en la esfera de la realidad, un mundo más lejano y menos visible para don Quijote.